# Горбатюк Володимир Григорович
Горбатю́к Володи́мир Григорович (лат. Volodymyr Horbatiuk, 22 квітня 1951, с. Добровеличківка, Кіровоградська область — 19 серпня 2023) — український бандурист, заслужений діяч мистецтв України.

## Життєпис

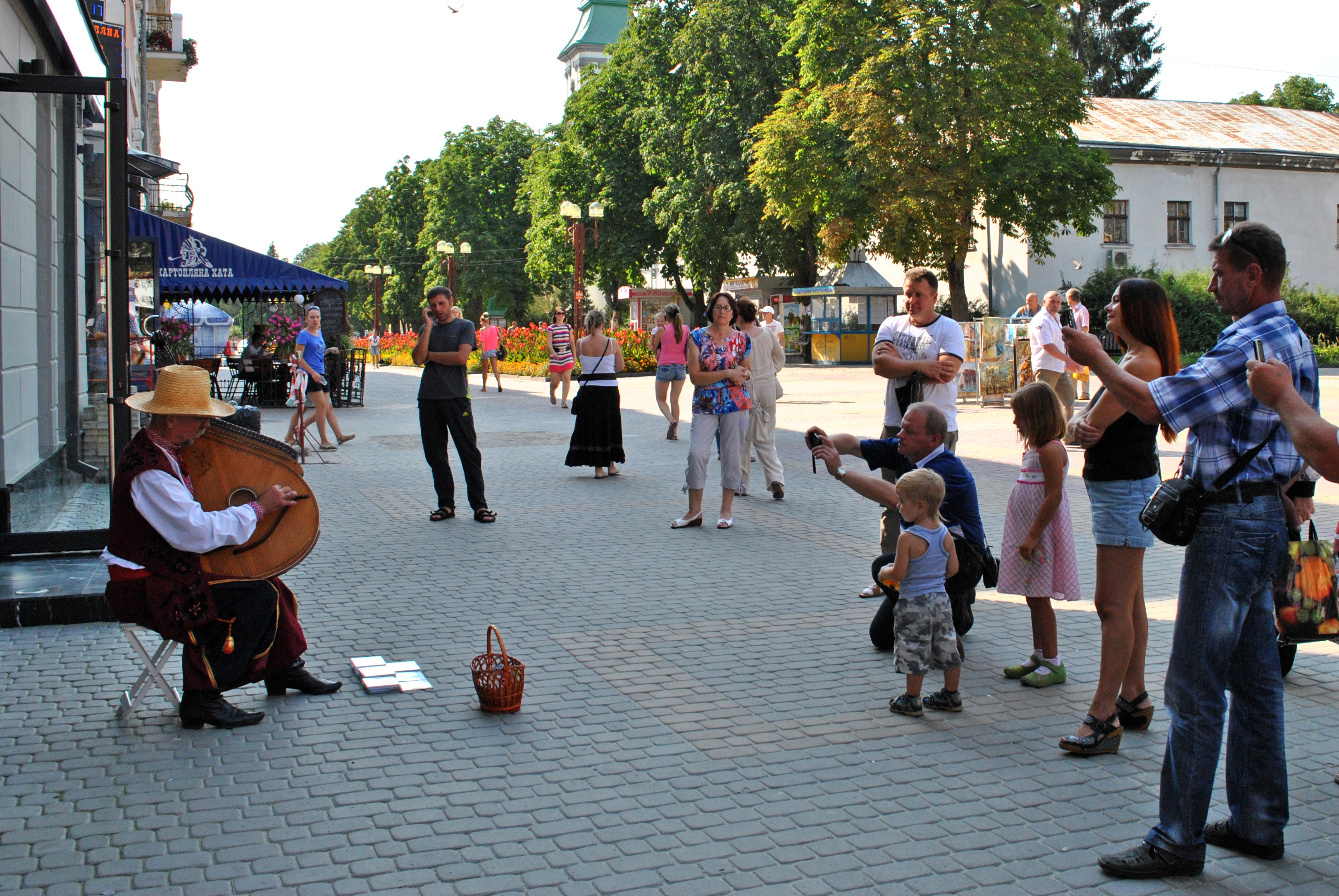
Володимир Горбатюк концертує на вулиці Гетьмана Сагайдачного в Тернополі

У 1974—1978 рр. навчався в Кіровоградському музичному училищі на хормейстерському відділі.
У 1978—1981 рр. — директор музичної школи в Компаніївці Кіровоградської області. Від 1987 р. почав освоювати бандуру, працював учителем музики в с. Стрітівка Кагарлицького району на Київщині, де на базі 8-річної школи в 1989 р. створив Кобзарську школу (тепер Вища педагогічна школа кобзарського мистецтва). В 1994 р. створив і очолив Всеукраїнську спілку кобзарів.
У тому ж році почав співати на Чернечій горі в м. Каневі.
У 2006 р. відкрив класи художньо-естетичного напрямку «Кобзарство» в НВК «Рівненський обласний ліцей-інтернат», тут же створив капелу хлопчиків бандуристів «Нащадки».

## Аудіо-альбоми

### І. «Пісні з Чернечої гори»
Видавець: Етнодиск

Номер за каталогом: CD-034-04

Рік видання: 2004

Загальна тривалість звучання: 64:33

Зміст:
| Пісні на слова Тараса Шевченка 1. Перебендя 2. Думи мої 3. Тополя 4. Зоре моя вечірняя 5. Б'ють пороги 6. Ой чого ти почорніло 7. За байраком байрак 8. Бандуристе, орле сизий 9. Ой літа орел Улюблені пісні Тараса Шевченка 10. Чорна рілля | 11. У полі могила 12. Ой ізійди, зійди 13. Та забіліли сніги 14. Ой не шуми, луже Народні пісні 15. Ой Морозе, Морозенку 16. Ой сів пугач на могилі 17. Ой полети, галко 18. Вечір надворі 19. Взяв би я бандуру |